# 키슈쾨뢰시구

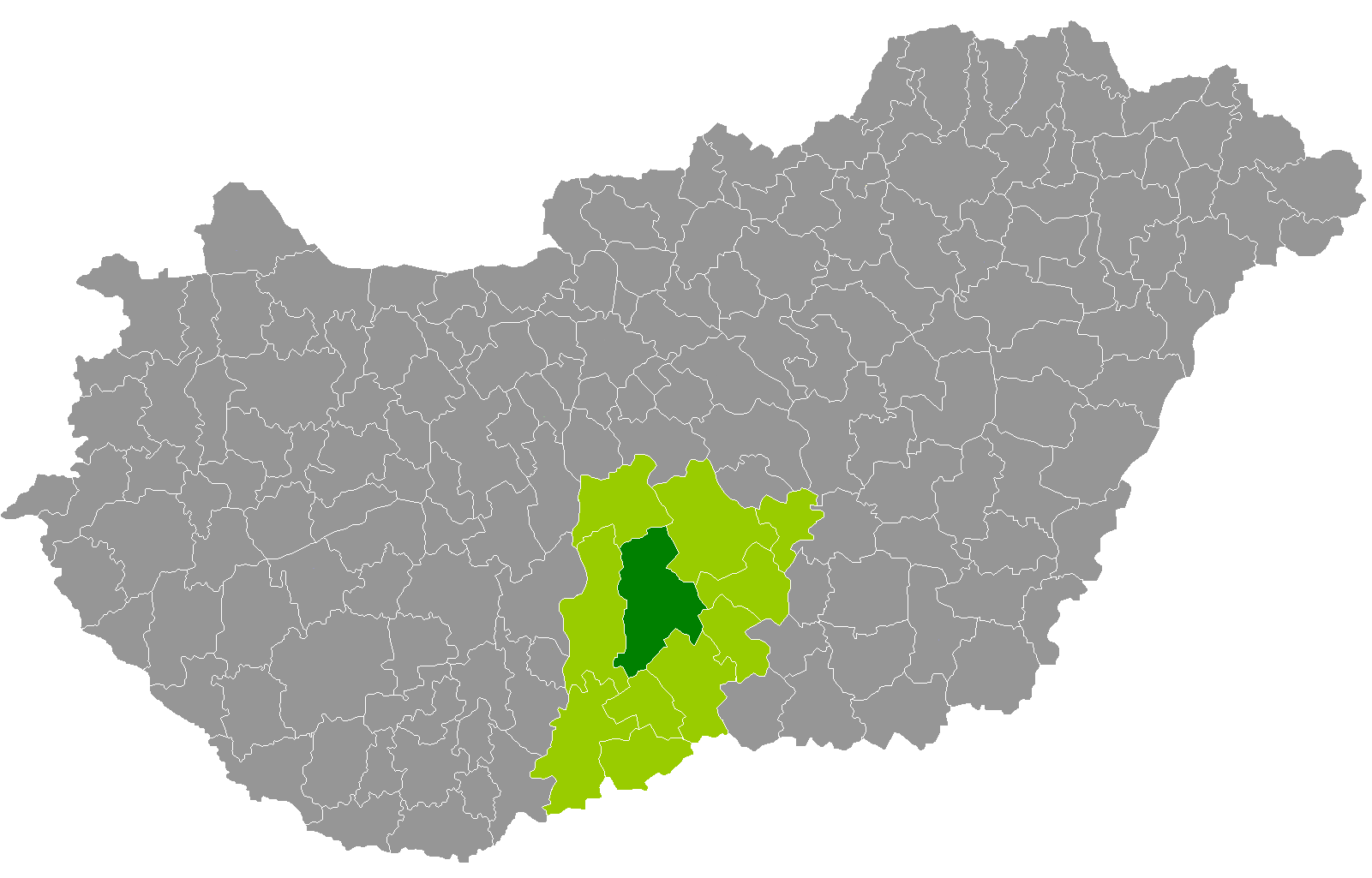
바치키슈쿤주 지도에 표시된 키슈쾨뢰시구의 위치

키슈쾨뢰시구(헝가리어: Kiskőrösi járás)는 헝가리 바치키슈쿤주에 위치한 구로 구청 소재지는 키슈쾨뢰시이며 면적은 1,130.33km2, 인구는 54,625명(2011년 기준), 인구 밀도는 48명/km2이다.
북쪽으로는 쿤센트미클로시구, 북동족으로는 케치케메트구, 동쪽으로는 키슈쿤펠레지하저구, 키슈쿤머이셔구, 남동쪽으로는 키슈쿤헐러시구, 남쪽으로는 야노슈헐머구, 서쪽으로는 컬로처구와 접한다. 15개 지방 자치체(4개 시, 11개 마을)를 관할한다.

구 문장